# Wolfurt
Wolfurt is een gemeente in de Oostenrijkse deelstaat Vorarlberg, gelegen in het district Bregenz (B). De gemeente heeft ongeveer 8100 inwoners.

## Geografie
Wolfurt heeft een oppervlakte van 10 km². Het ligt in het westen van het land.

## Geboren
- Lorenz Böhler (1885-1973), Oostenrijks chirurg

Alberschwende · Andelsbuch · Au · Bezau · Bildstein · Bizau · Bregenz (stad) · Buch · Damüls · Doren · Egg · Eichenberg · Fußach · Gaißau · Hard · Hittisau · Höchst · Hohenweiler · Hörbranz · Kennelbach · Krumbach · Langen bei Bregenz · Langenegg · Lauterach · Lingenau · Lochau · Mellau · Mittelberg · Möggers · Reuthe · Riefensberg · Schnepfau · Schoppernau · Schröcken · Schwarzach · Schwarzenberg · Sibratsgfäll · Sulzberg · Warth · Wolfurt
- Gemeinsame Normdatei: 4066883-6
- Library of Congress Control Number: n83150652
- MusicBrainz: 328dfce9-2acc-4d6c-8a9c-faa3865e23cf
- Nationale Bibliotheek van Israël: 987007557394505171
- Virtual International Authority File: 139593683
- WorldCat: E39PBJhhtbvFvBpPv7VX3KMByd